# Ласло Сабо
Ласло Сабо (мађ. László Szabó), признати мађарски велемајстор рођен је 19. марта 1917. у Будимпешти, а умро 8. августа 1998.

## Успешна шаховска каријера
На интернационалној сцени се појавио 1935. са осамнаест година. Побеђује на националном шампионату (девет пута је освајао национални шампионат) и био је изабран за национални тим за шаховску олимпијаду у Варшави. Сабо је учио шах од Гезе Мароција, патријархалне фигуре мађарског шаха, који је претходно тренирао и будуће светске шампионе, Макс Евеа и Веру Менчик.

## Други светски рат
Пре Другог светског рата, био је веома успешан у својој шаховској каријери, укључујући и победу у Хејстингсу 1938/39. Каријеру је почео као банкар, радио је у међународној размени. Када је избио рат, био је под надзором јединице за принудни рад и касније је ухапшен од руских трупа које су га задржале као ратног заробљеника. После рата, вратио се шаху и играо на многим међународним турнирима.

## Нови шаховски успеси
Био је четврти у Гронингену 1946. изузетно јаком турниру на коме су учествовали Ботвиник, Еве, Смислов, Најдорф, Болеславски и Котов. На међузонском турниру у Saltsjobaden-у 1948. завршио је као други иза Бронштајна а први је у Хејстингсу 1947/48, Будимпешти 1948 и опет у Хејстингсу 1949/50. Два пута је пети на међузонским турнирима у Saltsjobaden-у 1952. и Гетеборгу 1955, који су по снази били као мечеви кандидата. У Амстердаму 1956. се надметао за изазивача светском шампиону. Турнир је завршио као трећи заједно са Бронштајном, Гелером, Петросјаном и Спаским, иза Смислова и Кереса.
У периоду од 1960. до 1970. наставља са међународним турнирима; први је у Загребу 1964, Будимпешти 1965 (са Полугајевским и Тајмановом), Сарајеву 1972, Хилверсуму 1973 (са Гелером), Хејстингсу 1973/74 (са Кузмином, Тиманом и Таљом).

## Шаховске олимпијаде
Репрезентовао је Мађарску на једанаест шаховских олимпијада, играјући пет пута на првој табли и добијајући много медаља. 1937. осваја са тимом сребрну медаљу као и индивидуалну сребрну медаљу, а 1952. индивидуалну бронзану медаљу, 1956. тимску бронзану медаљу, а 1966. тимску бронзану и индивидуалну сребрну.
Сабо је скоро 20 година био најбољи шахиста Мађарске и био је међу дванаест најбољих играча света.
Давид Бен Гурион, премијер Израела је органивао значајан турнир 1958. на коме су учествовали најбољи шахисти тог времена. Победник је био Ласло Сабо коме је предложио да емигрира у Израел у чему није успео. Други је био Семјуел Решевски, један од најбољих шахиста у свету.
Написао је књигу: My Best Games of Chess
- Издавач: Macmillan Pub Co; 1st ed edition (децембар 1986) • Језик: енглески  978-0-08-032034-2